# Coleophora hieronella
Coleophora hieronella é uma espécie de mariposa do gênero Coleophora pertencente à família Coleophoridae.